# ОШ „Ђура Јакшић” Сумраковац
ОШ „Ђорђе Симеоновић” је једна од три основне школе у општини Бољевац. Налази се у Сумраковац бб, Бољевац. Ово је најстарија школа у општини Бољевац. 

## Историјат школе[1]
Основна школа „Ђура Јакшић“, основана 1839.године. 
У Сумраковцу је 1953. године отворен В разред и тако је започело основно осморазредно школовање. На почетку школске 1957/58.год., после спроведене рејонизације, Основној школи у Сумраковцу припојене су школе у Савинцу и Подгорцу-Тимоку. 
Првобитна зграда школе подигнута је 1925. године. Године 1968. године Савет школе је донио одлуку о изградњи нове школе у којој се настава започела школске 1972/73.год., када су припојена одељења из Оснића и из његових засеока Тимока и Букова. Године 1977. установљен је и обележен први пут дан школе. Тим поводом откривена је и биста Ђуре Јакшића, рад академског вајара Љубинке Савић-Граси, родом из Илина код Бољевца.
Тако је 1980.год. отворено друго крило школске зграде са четири учионице, просторијама за васпитну групу, школском кухињом и трпезаријом. Исте год. је отворена зубна амбуланта и уведено парно грејање, а 1982.год. проширен је део дворишта и изграђена фискултурна сала.
Данас ова школа са издвојеним четвороразредним одељењима у Савинцу, Оснић-Тимоку, Оснић селу и Оснић-Букову има 182 ученика смештених у 15 одељења и 4 предшколске групе са 24  детета.
Ученички лист „Наша реч“ излази једном годишње због недостатка финансијских средстава. Са успехом ради и велики број секција. Фолклорне секције наше школе наступале су на бројним смотрама и ТВ емисијама.
У овој школској години у васпитно-образовном раду учествује 40 радника, који настоје, као и њихови претходници, да остваре што боље резултате у васпитно-образовном процесу.
Похађање припремног предшколског програма је обавезно за децу старости од пет и по до шест и по година, у трајању од најмање шест месеци, четири сата дневно.
Припремни предшколски програм реализују васпитачи ПУ „Наша радост“ Бољевац према Плану рада предшколске установе у Сумраковцу, Оснић селу и Савинцу. Због малог броја деце у Оснић Тимоку и Оснић Букову припремни предшколски програм реализоваће учитељ.
Данас школу похађа око 200 ученика.

## Награде и признања
За веома успешан рад холове школе красе многобројне дипломе и признања, од којих је свакако најзначајнији Орден рада са сребрним крилима, Републичка И награда ВИ циклуса у акцији „Ниједна школа без спортског терена“. Ученичка задруга „Младост“ је носилац сребрне и златне плакете Републичког Савеза ученичких задруга Србије.

## Занимљивости
Ђура Јакшић је радио у овој школи 1857.године, пошто је на свој захтев премештен из Подгорца у Сумраковац. Поред рада у школи Ђура Јакшић је сликао и писао. Најпознатије песме из овог периода су му „Вече“ и „Орао“ и приповетка „Сељаци“.